# Grupo Industrial Saltillo
Grupo Industrial Saltillo (GIS) es un grupo de empresas con sede en Saltillo, Coahuila, al norte de México, que manufactura y comercializa variedad de productos para los mercados de la construcción, automotriz y hogar. 
GIS da empleo a más de 9,000 personas y tiene ingresos anuales de más de $960 millones de dólares. Cotiza en la Bolsa Mexicana de Valores bajo las siglas GISSA.
El Grupo Industrial Saltillo (GIS) es una compañía industrial líder en México integrada operativamente por tres sectores industriales: Sector Construcción (recubrimientos cerámicos para piso y muro, calentadores para agua, calefactores para ambiente y conducción de fluidos), Sector Fundición para Motores y Autopartes (fundiciones de hierro gris, hierro nodular y aluminio para monoblocks y cabezas para motores así como autopartes) y Sector Hogar (enseres para cocina y mesa). Sus principales industrias son: Vitromex, Cifunsa, Cinsa, Cerámica Santa Anita. Además de las operaciones con plantas de manufactura en Saltillo, el grupo también cuenta con plantas en Chihuahua, Guanajuato, San Luis Potosí, Cd. de México, y San Antonio, Texas.
El Sector Hogar de donde nace todo lo que hoy es GIS. Hogar está dividido en dos grandes unidades de trabajo que son los productos para la cocina; ollas, cacerolas, sartenes, vasos, arroceras, bandejas, cómales, tazones, botaderos de distintos materiales entre los que destacan: acero vitrificado, aluminio, acero inoxidable. La otra unidad de negocio de Hogar es la de mesa en esta encontramos los productos como: platos, vasos, soperos, tazas, tarros, jarras, salseras de materiales como: porcelana, cerámica y vidrio.
CINSA Hogar atiende diferentes canales de venta como son: autoservicios, mayoristas, cristalerías, abono, catálogo, promociones, institucional, exportaciones e industrial.
El éxito del proyecto Hogar esta fincado en su portafolio de marcas liderado por las marca CINSA® en cocina y Santa Anita® en mesa, ambas líderes en sus segmentos. Otras marcas que complementan nuestro portafolio son: Mesanova®, Icono®, Guadalupe®, Casa Noveou®, Intercusine®, Tres®, Elegance®, DuraCook®

## Cronología
Cinsa es una empresa de Grupo Industrial Saltillo (GIS) que representa la suma de las marcas líderes de la industria de cocina y mesa en México; Cinsa, Cinsa Light, Tres, DuraCook, Intercuisine, Santa Anita, Mesanova, Icono, Elegante, En Casa. 
1916
Isidro López Zertuche Compra la ferretería de don Roberto Cárdenas y junto con sus hermanos Carlos y Ricardo inician la aventura de lo que hoy es Cinsa.
1928
Se funda la fábrica de artículos y metal laminado “Isidro López y Hermanos”, S. en N.C. A lo largo de los siguientes años Cinsa inicia su carrera por diversificar y desarrollar nuevos negocios. Inician la fabricación artículos como tubos y codos para estufas y calentadores, así como tinas y baños de lámina y artículos de aluminio.
1932
“Isidro López y Hermanos”, se constituyó en forma de sociedad anónima con el nombre de Compañía Industrial del Norte, S.A., de donde nace el acrónimo de Cinsa, nombre que hoy ostenta la división de Hogar de GIS. 
1936
Se inicia la fabricación de artículos de acero vitrificado, utilizando técnicas de esmaltación alemanas y españolas.
1947
Se adquiere Molinos el Fénix S.A.
1955 
El departamento de fundición de Cinsa se convierte en la Compañía Fundidora del Norte, S.A.; conocida como Cifunsa Planta 1, dedicada a la fundición de hierro gris y maleable. 
1956
Nace la fábrica de motocicletas Islo, S.A., que fuera la primera en su ramo en América Latina.
1957 
Inicia operaciones Cinsa Calentadores, enfocada a la fabricación de calentadores de agua y de ambiente.
1958
El departamento de mantenimiento de equipos de Cinsa se convierte en la Comapañía Impulsora Mecánica, S.A.
1959
El 25 de mayo fallece Don Isidro López Zertuche. La dirección de la empresa queda a cargo de Don Isidro y Don Javier López del Bosque.
1964
Se inaugura la ampliación de la planta 1 de Cifunsa denominada “división monoblocks y línea automotriz”, la cual se convertiría en el detonador de desarrollo industrial de Saltillo Coahuila
1966 
Se constituye la sociedad Valores Internacionales de México.
1967 
Se inaugura Vitromex con el propósito de producir muebles sanitarios y recubrimientos cerámicos. Al día de hoy cuenta con plantas localizadas en: Saltillo Coahuila, San José Iturbide Guanajuato, Chihuahua Chihuahua y San Luís Potosí S.L.P. En ellas se produce la más amplia variedad en diseños colores y tamaños de pisos y recubrimientos cerámicos para el mercado nacional como de exportación.
1971
Inicia operaciones la planta “Islo Honda”, dedicada a la fabricación de motores para motocicletas.
1971 
Inicia operaciones la planta de Cifunsa Planta No.2. Dedicada a la fundición de hierro maleable, considerada la más moderna de América Latina.
1972
Se funda la Corporación internacional de Negocios (CIDEN).
1973
Arranca la planta MelCinsa S.A. de C.V. dedicada a la fabricación de vajillas de melamina.
1974
Los trabajadores hacen huelga que dura 31 días. Surge Asesoría y Servicios GIS, S.A. de C.V., con la función de asesorar y apoyar las operaciones de Grupo Industrial Saltillo, el 17 de junio de 1975, cambia su denominación social a Grupo Industrial Saltillo, S.A.
1976
Grupo Industrial Saltillo se convierte en una empresa pública y comienza a cotizar en la Bolsa Mexicana de Valores (GISSA).
1978
Se adquiere filtros FRAM, productor de filtros para aceite, aire, gasolina, diésel y agua y cambia su denominación social a Compañía Impulsora Mecánica, S.A.
1979 
Inicia operaciones Cifunsa planta 3; dedicada a la producción de monoblocks y cabezas de hierro gris por moldeo automático para la industria automotriz.
1979
Nace como empresa Diseño Técnico de Modelos S.A. (Ditemsa) a partir de la división de modelos de Cifunsa.
1980 
Se funda Esmaltes Vitrificados de Mexicanos S.A. de C.V. (Esvimex), dedicada a la producción de esmaltes para vitrificar piezas de acero. 
1981
Se adquieren las empresas “Easy” y “Power Eléctrica”, de la Cd. De Monterrey.
1982
Moto Islo cambia de giro y modifica su razón social a Islo, S.A., produciendo transmisiones y lavadoras Cinsa.
1983
Surge el consorcio de fabricantes de aparatos domésticos (CONFAD) en una conversión entre GIS y General Electric.
1991
Inicia operaciones Cerámica Santa Anita que se dedicada a la producción de loza cerámica: platos, platos soperos, tazas, platos para taza y vajillas.
1992
Nace Ceramérica S.A. de C.V. con la intención de atender el mercado de exportación de muebles para baño.
1994 
Se funda Esmaltaciones de Norteamérica, S.A. C.V. lo que hoy se conoce como (Enasa): empresa dedicada a la fabricación de utensilios para cocina en acero vitrificado como: baterías, ollas y sartenes. Hoy es parte del negocio Hogar de GIS bajo el nombre de Cinsa S.A. de C.V.
1995 
Se funda Techmatec para el diseño y fabricación de sistemas para la automatización de procesos de manufactura. 
1996
Se adquiere la empresa de Acero Porcelanizado S.A. de C.V., incorporándose a las operaciones de Cinsa.
1997 
Inician las actividades de la línea 4 de Cifunsa; para la producción y venta de blocks para motores a diésel enfocado al mercado de exportación.
1998
Se inaugura la primera inversión de GIS fuera del estado de Coahuila, la planta de Vitromex en San José de Iturbide Guanajuato. Planta enfocada a la producción de pisos cerámicos.
1998	
Se inaugura el Centro de Formación Técnica (CEFOTEC) con el fin de brindar capacitación técnica especializada a los colaboradores de GIS. 
1999 
Se inaugura Castech, empresa dedicada a la producción de cabezas de aluminio y monoblocks para la industria automotriz resultado de una coinversión de GIS con VAW Motor GMBH de Alemania.
1999
Nace Axxis, Instituto de cultura y liderazgo, con el objetivo de desarrollar las habilidades de liderazgo y administración de los ejecutivos de GIS.
2000
Se inaugura el centro de investigación y desarrollo de tecnología (CIDETEC) dedicado a la promoción del capital intelectual para investigar, desarrollar e innovar respecto de materiales, procesos y productos.
2000 
GIS, adquiere Calorex, empresa dedicada a la producción de calentadores de agua y de ambiente, integrándolo a la operación de Cinsa calentadores, convirtiéndose en le más importante fabricante de calentadores de ambiente de México.
2000
Arranque de línea Novacero de Cinsa, enfocada a la producción de artículos de acero vitrificado con anillo de acero inoxidable.
2001
Se abre la planta 2 de Vitromex, del complejo de San José de Iturbide Guanajuato, dedicada a la producción de pisos cerámicos.
2001
Arranca el nuevo modelo de Cinsa de comercialización de productos de outsourcing global.
2002
Inicia operaciones la planta Vitromex en San Luis Potosí, SLP, uno de los complejos productivos unificados más grandes del mundo para la fabricación de pisos crómicos.
2003 
Se inaugura la primera tienda EnCasa. (A la fecha se cuenta con 13 sucursales en el norte de la república), modelo de negocio propio de Cinsa y de franquicias para la venta de productos del hogar.
2004 
Cinsa inaugura la primera etapa de la planta de para producir productos de aluminio.

2006
Cinsa introduce el modelo de Innovación en su filosofía de trabajo.
2006 
Lanzamiento de Marca Elegance con productos de porcelana.
2006
Apertura de Operación de Outsourcing en la India y China para productos de acero Inoxidable.
2007 
Inicia operaciones Technocast, empresa dedicada a la fundición de hierro para motores a diésel con co-inversión con Caterpillar.
2008
Se inicia el proyecto de expansión a la línea de electrodomésticos lo la presentación de la plancha Cinsa.
2008
Se lanza la línea de Vidrio Santa Anita. Productos enfocados a tender los requerimientos del mercado en nacional
2009
Nace la marca Cinsa Light con una gama de productos enfocados al cuidado de la salud y de la figura de la mujer.
2011
El negocio Fundición de Autopartes adquiere la empresa Tisamatic (ubicada en San Luis Potosí)
2012
Se vende el negocio Blocks y Cabezas de Cifunsa y Technocast a la firma TUPY (Fundición de Brasil)
2013
Se vende el negocio de Vitromex Sanitarios a la Firma St. Thomas
2019
Se vende Calorex a la firma italiana Ariston Thermo

Bibliografía:
www.gis.com.mx

## Sectores
Las empresas del Grupo Industrial Saltillo son altamente rentables y mantienen posiciones de liderazgo en los mercados donde participan.

### Construcción
- Manufacturas Vitromex, S.A. de C.V.

### Metal Mecánica
- Cifunsa, S.A. de C.V.
- Tisamatic, S.A. de C.V.

### Artículos para Hogar
- Cinsa, S.A. de C.V.
- Santa Anita, S.A. de C.V.